# Ratno Górne
Ratno Górne (niem. Oberrathen) – wieś w Polsce położona w województwie dolnośląskim, w powiecie kłodzkim, w gminie Radków, pomiędzy Radkowem a Ratnem Dolnym.
Ratno Górne to wieś łańcuchowa leżąca nad Pośną, pomiędzy Radkowem na zachodzie i Ratnie Dolnym na wschodzie, na wysokości około 370–380 m n.p.m.

## Historia
Ratno Górne pierwotnie było częścią Ratno Dolne, dopiero w 1460 roku zostało wymienione jako oddzielna miejscowość o nazwie Ober-Rathen. Początkowo obie miejscowości należały do tego samego właściciela, w roku 1601 Ratno Górne zostało kupione przez magistrat Radkowa. Później wieś przeszła w ręce prywatne i należała na ogół do właścicieli Zamku w Ratnie Dolnym. Wolne sędziostwo w Ratnie Górnym wzmiankowano po raz pierwszy w 1413 roku, istniało ono aż do roku 1916. W roku 1840 w miejscowości było tu 96 budynków, 2 młyny wodne, olejarnia, gospoda i 17 warsztatów tkackich. Szczyt zaludnienia odnotowano w 1867 roku, było to 558 osób.
W latach 1975–1998 miejscowość administracyjnie należała do województwa wałbrzyskiego.
Istniał przystanek kolejowy Ratno Górne, choć leżał na terenie wsi Ratno Dolne.

## Zabytki
W miejscowości znajdują się następujące zabytki:
- dwór z 1909 roku stojący w południowej części wsi[5],
- sporo przykładów budownictwa ludowego z końca XVIII oraz z XIX i XX wieku[4],
- kamienny krzyż z 1913 roku stojący przy polnej drodze na północ od centrum wsi[4]. Na jego cokole umieszczono dziewięć kafelków z barwnymi wizerunkami Dzieciątka Jezus i Czternastu Świętych Wspomożycieli[4].